# إرنست ميرسييه
إرنست مارسييه (بالفرنسية: Ernest Mercier)‏ رجل سياسة وتاريخ ولد بمدينة تغنيف القريبة من مدينة تلمسان أين كان أبوه ضابط بحامية فرنسية بتلك الضاحية، وقد درس بمسقط رأسه ومنها انتقل إلى مدينة بجاية حيث تقلد أبوه منصبًا ساميًا بها.